# Hermann Rietschel

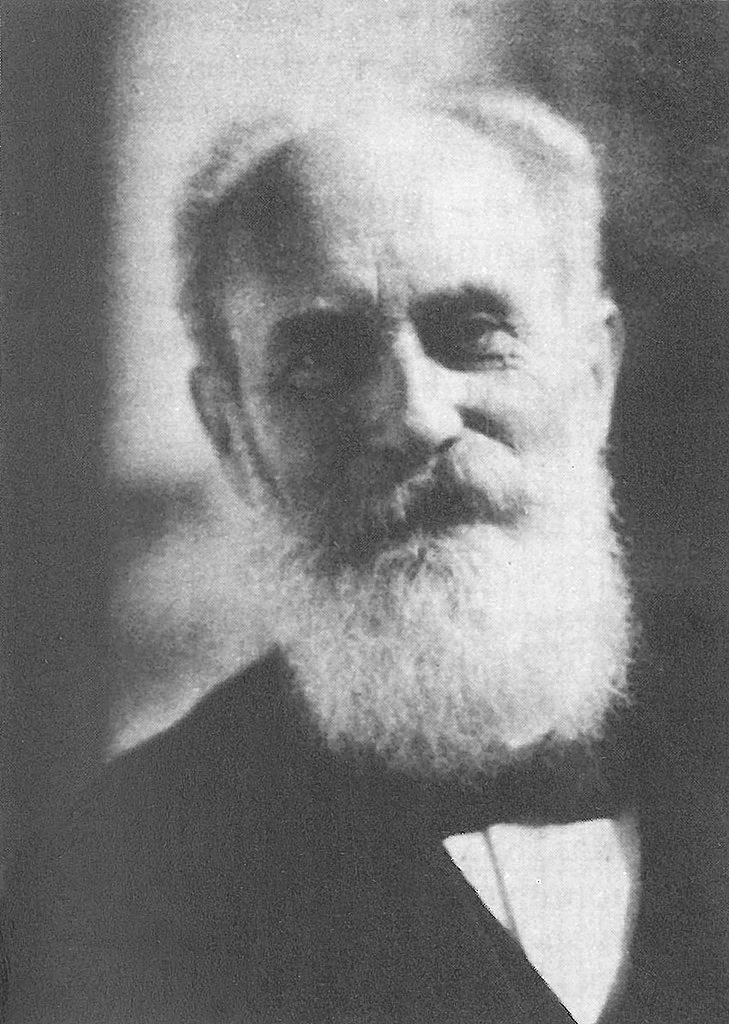
Hermann Rietschel

Hermann Immanuel Rietschel (* 19. April 1847 in Dresden; † 18. Februar 1914 in Charlottenburg) gilt als Begründer der Heizungs- und Klimatechnik. Er war ein Sohn des Bildhauers Ernst Rietschel und Bruder des Theologen Georg Rietschel. Der Mediziner und praktische Arzt in Dresden Wolfgang Rietschel war sein Halbbruder.

## Leben
Rietschel wurde als viertes Kind des Bildhauers Ernst Rietschel und seiner dritten Ehefrau, Marie Hand, geboren. Seine Mutter verstarb nur wenige Monate nach seiner Geburt.
Aufgrund seiner Neigung zu Naturwissenschaft und Technik wechselte Rietschel bereits im Alter von 14 Jahren vom humanistischen Ernestinum in Dresden zum dortigen Polytechnikum über und wurde Mitglied des Corps Altsachsen. Gleichzeitig war er in einer großen Dresdner Schlosserei und später auch in der Egestorfschen Maschinenfabrik (Hanomag) in Hannover-Linden tätig.
1867 ging Rietschel nach Berlin, um dort an der damaligen Königlichen Gewerbeakademie seine Studien im Fach Maschinenbau abzuschließen.
1870, nach dem Abschluss seiner Studien, wurde die Firma Rietschel & Henneberg (Spezialrohre für den Heizungsbau) 1871 durch Rietschel und seinen Freund Rudolf Henneberg gegründet, die in den folgenden Jahren auch überregionale Erfolge feierte und schnelles Wachstum verzeichnete. Die für die Installation benötigten Armaturen, Kessel, Heizkörper, Pumpen und Ventilatoren wurden von Rietschel selbst entworfen und hergestellt. Dank der Kreativität der beiden Gründer entwickelte sich die als Handwerksbetrieb entstandene Firma rasch zu einem Industrieunternehmen.
1880 widmete sich Rietschel neben seinen praktischen Aufgaben erstmals auch literarischen Tätigkeiten, da ihn die Tätigkeiten im wachsenden Unternehmen allein nicht ausfüllten. Er bearbeitete damals zunächst den Abschnitt über Heizung und Lüftung im Deutschen Baubuch. Des Weiteren gründete Rietschel in diesem Jahr den Verband Deutscher Ingenieure für Heiz- und gesundheitstechnische Anlagen, dessen stellvertretender Vorsitzender er bis 1883 blieb. 1881 war er dem Verein Deutscher Ingenieure (VDI) beigetreten, zunächst ohne einem VDI-Bezirksverein anzugehören. Später gehörte er dem Berliner Bezirksverein des VDI an. In den Jahren 1899 und 1900 war er Vorstandsmitglied des Gesamtvereines.
Im steigenden Maße wurde Rietschel von Auftraggebern aus der öffentlichen Verwaltung als Berater in Fragen der Gesundheitstechnik herangezogen. In diese Zeit fallen auch erste Kontakte zur gerade in Gründung begriffenen Technischen Hochschule Charlottenburg, die die Einrichtung eines Lehrstuhles für Heizung und Lüftung zum Inhalt hatte. Rietschel trat daraufhin aus seiner florierenden Firma aus und übte nunmehr als praktisch-wissenschaftlicher Zivilingenieur seine weitere Tätigkeit aus. In dieser Funktion war er auch im Preisgericht als Gutachter und Berater zur Beurteilung der Entwürfe für die Heizungs- und Lüftungsanlagen des neuen Reichstagsgebäudes beteiligt.
Mit seinem Verband organisierte und gestaltete Rietschel in Berlin die erste deutsche Hygieneausstellung. Einen Tag bevor am 30. April 1882 die Ausstellung feierlich eröffnet werden sollte, zerstörte ein Großfeuer das Werk, dem er zwei Jahre seine ganze Kraft gewidmet hatte. Es spricht für seine Tatkraft und für seine Zähigkeit, dass er die Arbeit noch einmal begann und die Ausstellung am 1. Mai 1883 schließlich eröffnet werden konnte. Hermann Rietschel hatte diese Aufgabe übernommen, da er die enge Verbindung der wissenschaftlichen Hygiene mit der Technik von Heizung und Lüftung sah.
In der Folge wurde Rietschel von der Königlichen Ministerial-Baukommission zu Berlin und dem Königlichen Provinzial-Schul-Kollegium der Provinz Brandenburg mit der Durchführung einer wissenschaftlichen Untersuchung über Lüftung und Heizung von Schulen beauftragt.

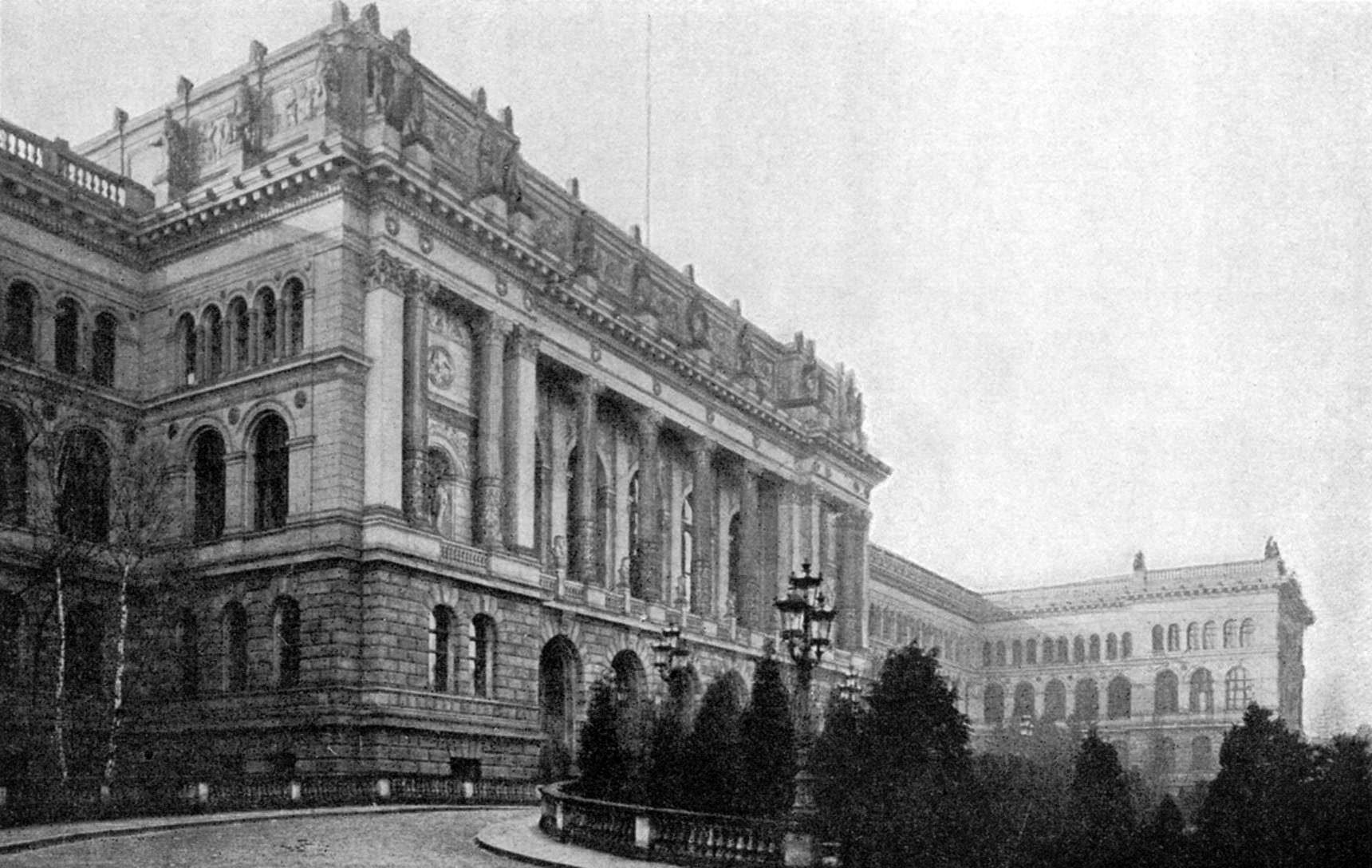
Königliche Technische Hochschule Charlottenburg, 1895

Ende 1883 wurde Rietschel in Anerkennung seiner wissenschaftlichen Verdienste der Professorentitel verliehen. Am 13. Juli 1885 wurde er auf den weltweit ersten Lehrstuhl für Ventilation und Heizung an der Königlichen Technischen Hochschule zu Berlin berufen, der noch heute unter dem Namen Hermann-Rietschel-Institut als Fachgebiet der TU Berlin fortbesteht.
Dort errichtete Rietschel von 1885 bis 1887 eine Versuchsanlage für gebäudetechnische Untersuchungen und begründete deren Notwendigkeit in einem ausführlichen Gutachten unter Berufung auf den mangelnden Entwicklungsstand der Heizungs- und Lüftungstechnik zu jener Zeit. In diesem Gebäude wurden in den folgenden Jahren sämtliche Untersuchungen durchgeführt, über die Rietschel und seine Mitarbeiter in zahlreichen Veröffentlichungen berichtet haben.
1893 erschien sein wissenschaftlicher Leitfaden zum Berechnen und Entwerfen von Heizungs- und Lüftungsanlagen, dessen Berechnungsmethoden bis heute Verwendung finden und in vielzähligen Auflagen erweitert und aktualisiert wurden. Mit dieser Veröffentlichung, die in Fachkreisen ernstes Aufsehen hervorrief, brach eine neue Zeit für das Fach der Heizungs- und Lüftungstechnik an.
Rietschel wurde 1893 Rektor der Technischen Hochschule Berlin und 1894 deren Prorektor. 1904 wurde dem Antrag auf Neubau für die Prüfungsanstalt stattgegeben, die 1907 unter dem Namen Prüfungsanstalt für Heizungs- und Lüftungseinrichtungen errichtet wurde.
1894 erwarb Rietschel eine von Otto March erbaute Villa in Berlin-Grunewald, welche heute unter Denkmalschutz steht.
1908 erkrankte Hermann Rietschel erstmals schwer und musste für zwei Jahre vom Dienst beurlaubt werden. Im Oktober 1910 musste er sich vorzeitig emeritieren lassen. 1913 erlaubte es seine Gesundheit noch einmal, auf dem seinerzeitigen „Cölner“ Kongress für Heizung und Lüftung den Eröffnungsvortrag zu halten, der, wie berichtet wird, begeisterte Aufnahme bei seinen Fachgenossen fand.
Rietschel verstarb 1914 in seiner Charlottenburger Wohnung in der Giesebrechtstraße 15. Seine letzte Ruhestätte fand er auf dem Friedhof Grunewald.

## Werk
Rietschel gilt als Begründer der modernen Heizungs-, Klima- und Lüftungstechnik, die durch sein Wirken als neue Fachrichtung des Maschinenbaus Anerkennung fand. Sein vierbändiger Leitfaden zum Berechnen und Entwerfen von Heizungs- und Lüftungsanlagen gilt bis heute als Standardwerk der Gebäudetechnik. Zudem erkannte er die Wechselwirkung zwischen Hygiene und Technik für Heizen und Lüften und setzte sich für eine umfassende Betrachtungsweise dieser Themen ein.
Rietschel entwickelte die Idee, die bei der Erzeugung von Energie anfallende Wärme (Abwärme) als Fernwärme für die Heizung von Gebäuden und Stadtteilen zu nutzen.
Außerdem entwickelte er den bekannten Rippenheizkörper und lieferte auch dessen Berechnungsgrundlagen. Er entwarf die Heizungs- und Lüftungsanlagen für das Reichstagsgebäude in Berlin, die Schauspielhäuser in Berlin, Münster, Ulm und Straßburg, für das Hamburger Rathaus, das Justizministerium in Tokio und das Bundeshaus in Bern. Rietschel gilt als einer der Wegbereiter des modernen Maschinenbaus.
Zu seinen weiteren Forschungsschwerpunkten gehören u. a.:
- Rohrnetzberechnungen
- Heizkörperuntersuchungen
- Aufstellungsvorschriften für Gasöfen
- Dampfheizung
- Wasserheizung
- Fernheizung und Fernwärme
- Kirchenheizungen
- Wirtschaftlichkeit von Heizungssystemen
- Lüftungssysteme
- Raumklima
- Prüfung von Heizungsarmaturen
- Prüfung von Filterstoffen
- Hygienische Anforderungen an Heizungsanlagen
- Untersuchungen von Wärmedämmstoffen

## Auszeichnungen zu Lebzeiten
- 1894: Roter Adler-Orden IV. Klasse
- 1900: Komturkreuz II. Klasse des Albrechts-Ordens
- 1906: Verdienstorden vom Heiligen Michael II. Klasse
- 1907: Ehrendoktorwürde der Königlich Sächsische Technische Hochschule zu Dresden

## Ehrungen
Heute tragen folgende Institutionen und Auszeichnungen seinen Namen:
- Rietschel-Plakette des Bundesindustrieverbandes Heizungs-, Klima-, Sanitärtechnik (seit 1924)
- Hermann-Rietschel-Medaille des VDI (seit 1991)
- Hermann-Rietschel-Institut der Technischen Universität Berlin (seit 1965)
- Rietschel-Diplom des Bundesindustrieverbands Technische Gebäudeausrüstung e. V.[12]

## Mitgliedschaften und Gremientätigkeiten
- Mitglied der Corps Altsachsen
- Gründungsmitglied und zeitweise Vorstandsmitglied des Verbandes Deutscher Ingenieure für Heiz- und gesundheitstechnische Anlagen, seit 1880
- Mitglied des Akademischen Vereins Hütte, seit 1867
- Mitglied des Reichsgesundheitsrates, 1899–1910
- Vorsitzender des Berliner VDI, 1896
- Vorsteher (Dekan) der Abteilung I für Architektur, 1889–1890 und 1899–1900
- Rektor der Königlichen Technischen Hochschule zu Berlin, 1893–1894
- Prorektor der Königlichen Technischen Hochschule zu Berlin, 1894–1895
- Vorstandsmitglied des Deutschen Museums München, 1903
- Ehrenmitglied des österreichischen Architektenvereins, 1912
- Korrespondierendes Mitglied der Schwedischen Akademie der Wissenschaften, 1914
- Ehrenmitglied des Royal Sanitary Institute, London 1912

## Veröffentlichungen (Auszug)
- Lüftung und Heizung von Schulen, 1886
- Theorie und Praxis der Bestimmung der Rohrweiten von Warmwasserheizungen, 1897
- Vorlesungen über Heizung und Lüftung, 1890/91
- Leitfaden zum Berechnen und Entwerfen von Heizungs- und Lüftungsanlagen, 1893
- Sicherheitsregeln bei Heizungsanlagen, in: Gesundheits-Ing. 26, 1903, S. 422–27
- Bestimmung der Grenzen des Luftwechsels, in: Deutsche Vierteljährliche Schrift für öffentliche Gesundheitspflege, 1913